# The Second Jungle Book: Mowgli & Baloo
The Second Jungle Book: Mowgli & Baloo (titulada Mowgli y Baloo en España) es una película estadounidense de 1997 dirigida por Dee McLachlan. Está protagonizada por Jamie Williams, Billy Campbell, Roddy McDowall, David Paul Francis, Gulshan Grover, Dyrk Ashton, Cornelia Hayes O'Herlihy, B. J. Hogg, Amy Robbins, Hal Fowler, Albert Moses, Simon Barker y Raja Summanapala. El guion, basado en el libro de Rudyard Kipling El libro de la selva, fue escrito por Bayard Johnson y Matthew Horton. La película se estrenó el 16 de mayo de 1997 en Estados Unidos, siendo distribuida por la empresa TriStar Pictures. 

## Trama
En una selva inexplorada de India vive un niño llamado Mowgli (Jamie Williams) y sus amigos salvajes, Bagheera, la pantera, Baloo, el oso y El lobo Grey, quien busca descubrirse a sí mismo y así establecer su lugar en la selva y luchar contra la intromisión del hombre. Su vida cambia cuando entra a la ciudad de los humanos y es atrapado en un tren y se topa con un cazador llamado Harrison (Billy Campbell), un experto del circo que quiere contratar al chico como parte del circo de P. T. Barnum, pero este se niega y se va con un mono capuchino entrenado llamado Timo. Harrison recibe la ayuda de Buldeo (Gulshan Grover), el tío malvado de Mowgli, quien heredó la fortuna de su fallecido hermano, y es contratado para atrapar al niño. Mowgli ve que su nuevo amigo Timo es raptado por unos monos y lo llevan a una ciudad extraña y este lo sigue y allí conoce al Rey Murphy (Gulshan Grover), un hombre chiflado y extraño que esperaba conocerlo. Una vez que Mowgli recupera a Timo, son atrapados en una ruina con serpientes y el cazador Harrison lo rescata y los amigos animales de Mowgli le dan su merecido a Buldeo, quien sale disparado de un cañón y es ahora la presa de Shere Khan.

## Argumento
Mowgli, un niño de 10 años, se ha criado entre una manada de lobos, el oso Baloo y la pantera Bagheera en las selvas de la India. Mowgli es el objetivo de los famosos bandar-log (pueblo mono) que con frecuencia intentan secuestrarlo para enseñarles los caminos del hombre. Sin embargo, su mayor enemigo es el tigre Shere Khan, que mató al padre del niño.
Mowgli pronto es descubierto por un viajero estadounidense llamado Harrison, que desea llevar al cachorro a su circo en Estados Unidos. Mowgli escapa de Harrison y trae consigo a Timo, el mono mascota del compañero de Harrison llamado Chuchundra. Harrison solicita la ayuda de un hombre rico llamado Buldeo para que lo ayude a encontrar a Mowgli. Buldeo no es otro que el tío paterno de Mowgli: Mowgli es el legítimo heredero de la herencia de su padre. Por esta razón, Buldeo busca a un encantador de serpientes llamado Karait, dueño de la pitón Kaa, para matar a Mowgli, pretendiendo usar la serpiente simplemente para rastrear al niño.
Mowgli es desterrado por los lobos por traer a casa a Timo, quien se cree que es primo de Bandar-log. Más tarde, Timo es secuestrado por los bandar-log: Baloo y Mowgli llegan a la Ciudad Antigua, el hogar de los bandar-log, para salvar a Timo, pero Baloo queda atrapado en una mazmorra en el proceso. Harrison, Buldeo, Karait y Chuchundra capturan con éxito a Mowgli y lo llevan a su campamento. Por la noche, Shere Khan ataca el campamento y Mowgli escapa mientras lucha contra él. Sin embargo, es emboscado por Buldeo que intenta matarlo pero fracasa gracias a la intervención de Harrison. Baloo escapa del bandar-log y rescata a Mowgli. Luego, los dos regresan a la Ciudad Antigua y logran salvar a Timo mientras se encuentran con el rey Murphy, que desea convertir a Mowgli en rey. Los cuatro hombres llegan a la Ciudad Antigua y se separan para encontrar a Mowgli. Harrison intenta ayudar a Mowgli, junto con Timo quienes se encuentran abajo en una guarida con cobras, luego de haber escapado del Rey Murphy y los Bandar-log, pero es herido por Buldeo dejándole una pierna fracturada quien finalmente revela sus verdaderas intenciones de querer asesinar a su sobrino.
Buldeo se enfrenta a Baloo y Bagheera, quienes llegan para ayudar a Mowgli con los lobos. Se esconde en un cañón que está iluminado por el bandar-log y es enviado al otro lado de la jungla donde Shere Khan lo mata. Mientras tanto, Mowgli es rescatado por Harrison y Karait quién utilizó a Kaa para sacar al niño de la guarida de las cobras y devuelve a Timo a Chuchandra. El Rey Murphy se da cuenta de que Mowgli se va y este le dice que porque no se puede quedar con él que toda la ciudad puede ser suya y al fin entendió que pertenece a la jungla y se despide de él diciéndole que algún día encontrará su lugar en el mundo. Harrison se ofrece a recuperar a Mowgli para criarlo como si fuera suyo ofreciendole un hogar en Estados Unidos, después de haber cambiado de opinión acerca de querer que el niño viviera en un circo. Mowgli, en cambio, decide correr con los lobos y Harrison y Chuchandra se despiden de él.

## Reparto
- Jamie Williams - Mowgli
- Billy Campbell - Harrison
- Roddy McDowall - Rey Murphy
- David Paul Francis - Chuchundra
- Gulshan Grover - Buldeo
- Dyrk Ashton - Karait
- Cornelia Hayes O'Herlihy - Emily Reece
- B. J. Hogg - Coronel Reece
- Amy Robbins - Molly Ward
- Hal Fowler - Capitán Ward
- Albert Moses - Conductor de Tren
- Simon Barker - Oficial de Tren
- Raja Summanapala - Sirviente de Buldeo

## Doblaje
| Personaje           | Doblaje al español |
| ------------------- | ------------------ |
| Mowgli              | Ivette González    |
| Harrison            | Roberto Alexander  |
| Rey Murphy          | Isidro Olace       |
| Chuchundra          | Leonardo Araujo    |
| Buldeo              | Rubén Trujillo     |
| Karait              | Juan Zadala        |
| Emily Reece         | Marcela Bordes     |
| Molly Ward          | Gladys Parra       |
| Coronel Henry Reece | Héctor Alvarado    |
| Capitán Ward        | Ulises Cuadra      |
| Conductor del tren  | Juan Cuadra        |
| Sirviente de Buldeo | Juan Cuadra        |
| Narrador            | Roberto Alexander  |
| Insertos            | Leonardo Araujo    |

## Banda Sonora
| The Second Jungle Book: Mowgli & Baloo (Original Motion Picture Soundtrack) |                                                                           |          |  |
| N.º                                                                         | Título                                                                    | Duración |  |
| 1.                                                                          | «Main Title (Títulos principales)»                                        | 3:03     |  |
| 2.                                                                          | «Pursued By Bogh And One Eye (Perseguido por Bogh y un ojo)»              | 3:23     |  |
| 3.                                                                          | «The Harmony Of The Jungle (La armonía de la selva)»                      | 3:08     |  |
| 4.                                                                          | «Shere Khan On The Prowl (Shere Khan al acecho)»                          | 2:21     |  |
| 5.                                                                          | «The Train Adventure (La aventura del tren)»                              | 3:42     |  |
| 6.                                                                          | «Mowgli and Timo Go Hunting (Mowgli y Timo van de cacería)»               | 3:44     |  |
| 7.                                                                          | «The Blue Danube (Strauss)»                                               | 1:36     |  |
| 8.                                                                          | «The Bandar-Log (Los Bandar-Log)»                                         | 1:03     |  |
| 9.                                                                          | «Chimps On A Roll (Chimpancés en racha)»                                  | 2:00     |  |
| 10.                                                                         | «Peaceful Night (Noche tranquila)»                                        | 1:17     |  |
| 11.                                                                         | «Banished From The Wolf Cave (Desterrado de la cueva de los lobos)»       | 2:58     |  |
| 12.                                                                         | «Terror In The Lost City (Terror en la ciudad perdida)»                   | 6:17     |  |
| 13.                                                                         | «Captured By Kaa (Capturado por Kaa)»                                     | 3:02     |  |
| 14.                                                                         | «Circus Life (La vida del circo)»                                         | 2:53     |  |
| 15.                                                                         | «Chasing The Tiger (Persiguiendo al tigre)»                               | 2:01     |  |
| 16.                                                                         | «Baloo Rescues Mowgli From The Cage (Baloo rescata a Mowgli de la jaula)» | 2:01     |  |
| 17.                                                                         | «Finding Timo (Buscando a Timo)»                                          | 1:05     |  |
| 18.                                                                         | «King Murphy's Court (La corte del Rey Murphy)»                           | 3:38     |  |
| 19.                                                                         | «In The Temple Of The Cobras (En el templo de las cobras)»                | 4:30     |  |
| 20.                                                                         | «Crack Shot Buldeo Misses Again (Tiro de Buldeo vuelve a fallar)»         | 1:00     |  |
| 21.                                                                         | «Animals To The Rescue (Animales al rescate)»                             | 3:30     |  |
| 22.                                                                         | «Snake Lift (Elevación de serpiente)»                                     | 3:19     |  |
| 23.                                                                         | «Buldeo Gets Fired From A Cannon (Buldeo es disparado desde un cañón)»    | 2:54     |  |
| 24.                                                                         | «Harmony Returns To The Jungle (La armonía regresa a la selva)»           | 4:11     |  |